# 三街駅
三街駅（サムガえき）は、大韓民国京畿道龍仁市処仁区にある、龍仁軽電鉄の駅である。駅番号は(Y116)。

## 駅構造
相対式ホーム2面2線を有する高架駅。　

### のりば
- のりばの番号は存在しない。

| 上り | ●龍仁軽電鉄 | 器興行き               |
| 下り | ●龍仁軽電鉄 | 前垈・エバーランド方面 |

## 駅周辺
- 三街初等学校
- 龍仁軽電鉄車両基地
- 龍仁ミルスタジアム

## 歴史
龍仁軽電鉄の開業前の1972年まで、水驪線にも同名の駅(三街駅 (鉄道庁))が存在した。位置に関しては当駅よりやや東であり、現在の市庁・龍仁大駅付近である。
- 2013年4月26日 - 開業。

## 隣の駅
龍仁軽電鉄
●龍仁軽電鉄
草堂駅 (Y115) - 三街駅 (Y116) - 市庁・龍仁大駅 (Y117)